# Liam Adams

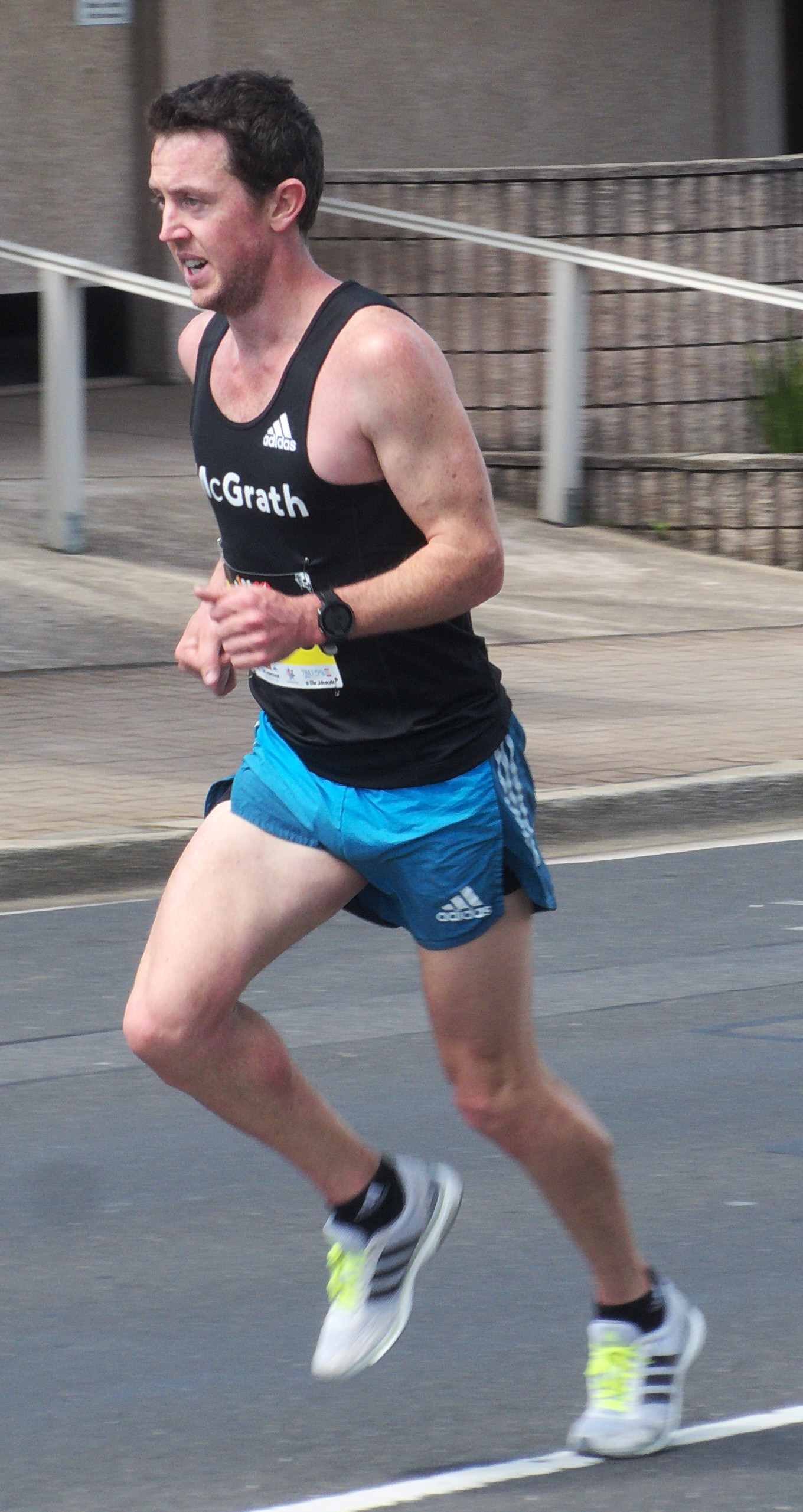
Liam Adams

Liam Adams (* 4. September 1986 in Melbourne) ist ein australischer Langstreckenläufer.

## Karriere
Je zweimal wurde er im Crosslauf Australischer Meister (2011, 2015) und Vizestudentenweltmeister (2008, 2010). Bei den Crosslauf-Weltmeisterschaften erzielte er bislang folgende Platzierungen:
- 2007 in Mombasa: 102
- 2008 in Edinburgh: 69
- 2009 in Amman: 69
- 2010 in Bydgoszcz: 36
- 2011 in Punta Umbría: 79
- 2013 in Bydgoszcz: 23
- 2015 in Guiyang: 49

2012 gewann er den Halbmarathonbewerb des Gold-Coast-Marathons und kam bei den Halbmarathon-Weltmeisterschaften in Kawarna auf den 23. Rang. 2013 wurde er Sechster beim Melbourne-Marathon und 2014 Siebter beim Marathon der Commonwealth Games in Glasgow.

## Persönliche Bestzeiten
- 3000 m: 7:53,79 min, 29. Januar 2011, Newcastle
- 5000 m: 13:31,21 min, 19. April 2013, Walnut
- 10.000 m: 28:11,76 min, 29. April 2012, Palo Alto
- Halbmarathon: 1:03:28 h, 1. Juli 2012, Gold Coast
- Marathon: 2:10:48 h, 8. März 2020, Biwa-See, Japan